# For me formidable
Pour les articles homonymes, voir Formidable.
Clip vidéo
[vidéo] « Charles Aznavour - For Me...Formidable (1963) », sur YouTube
For me formidable est une chanson française composée par Charles Aznavour, et écrite par Jacques Plante, sur le thème d'une « déclaration d'amour humoristique de Charles Aznavour en franglais ». Ce single extrait de son 10e album Qui ? (en) de 1963, est un des nombreux tubes internationaux emblématiques de son important répertoire, de sa carrière, et un des classiques de la chanson française.

## Histoire
Charles Aznavour devient une star internationale de la chanson française à partir des années 1960, avec entre autres Je m’voyais déjà (1961), Les Comédiens (1962), Et Pourtant (1963), Hier encore (1964)..., et ce tube de style swing-jazz de music-hall « For me formidable » chanté avec quelques expressions et jeux de mots en franglais humoristique, des langues de Shakespeare et de Molière, accompagné par Paul Mauriat et son orchestre « You are the one for me, for me, formidable, you are my love very, very, véritable, my daisy, daisy, désirable, toi, tes eyes, ton nose, tes lips adorables, tu n'as pas compris, tant pis, ne t'en fais pas, et viens-t'en dans mes bras, darling I love you, darling I want you, et puis c'est à peu près tout, et puis le reste on s’en fout... ».
Il triomphe en tournée internationale, entre autres avec ce titre interprété en anglais, allemand, italien, et espagnol, en particulier au Carnegie Hall de Manhattan à New York aux États-Unis,.
Ce titre, vendu à plus de 50 000 exemplaires en 45 tours en 1963, est réédité dans de nombreuses compilations de sa carrière, et fait partie des grands classiques de son répertoire et de ses concerts.

## Single
- Face A : For me formidable - Tu exagères
- Face B : Bon Anniversaire - Il viendra ce jour

## Reprises
For me formidable est repris par Aya Nakamura et l'orchestre de la Garde républicaine lors de la cérémonie d'ouverture des Jeux olympiques d'été de 2024 à Paris,.